# Ґлуша (Кошалінський повіт)
Ґлуша (пол. Głusza, нім. Bärenlager) — село в Польщі, у гміні Полянув Кошалінського повіту Західнопоморського воєводства.
У 1975—1998 роках село належало до Кошалінського воєводства.